# Dysmathia costalis
Dysmathia costalis is een vlindersoort uit de familie van de prachtvlinders (Riodinidae), onderfamilie Riodininae.
Dysmathia costalis werd in 1868 beschreven door H. Bates.